# Herent
Herent è un comune belga di 19 395 abitanti nelle Fiandre (Brabante Fiammingo).